# 玉回縣
玉回县是越南崑嵩省下辖的一个县。

## 地理
玉回县北接得格雷县，南接沙泰县，东接都莫龙县和得苏县，西接柬埔寨和老挝。

## 历史
2004年1月8日，得苏社和沙龙社析置得堪社。

## 行政区划
玉回县下辖1市镇7社，县莅坡离芹市镇。
- 坡离芹市镇（Thị trấn Plei Kần）
- 得英社（Xã Đắk Ang）
- 得育社（Xã Đắk Dục）
- 得堪社（Xã Đắk Kan）
- 得农社（Xã Đắk Nông）
- 得苏社（Xã Đắk Xú）
- 博伊社（Xã Pờ Y）
- 沙龙社（Xã Sa Loong）